# Chimonobambusa armata
Chimonobambusa armata är en gräsart som först beskrevs av James Sykes Gamble, och fick sitt nu gällande namn av Chi Ju Hsueh och Tong Pei Yi. Chimonobambusa armata ingår i släktet Chimonobambusa och familjen gräs. Inga underarter finns listade i Catalogue of Life.